# Čajniče

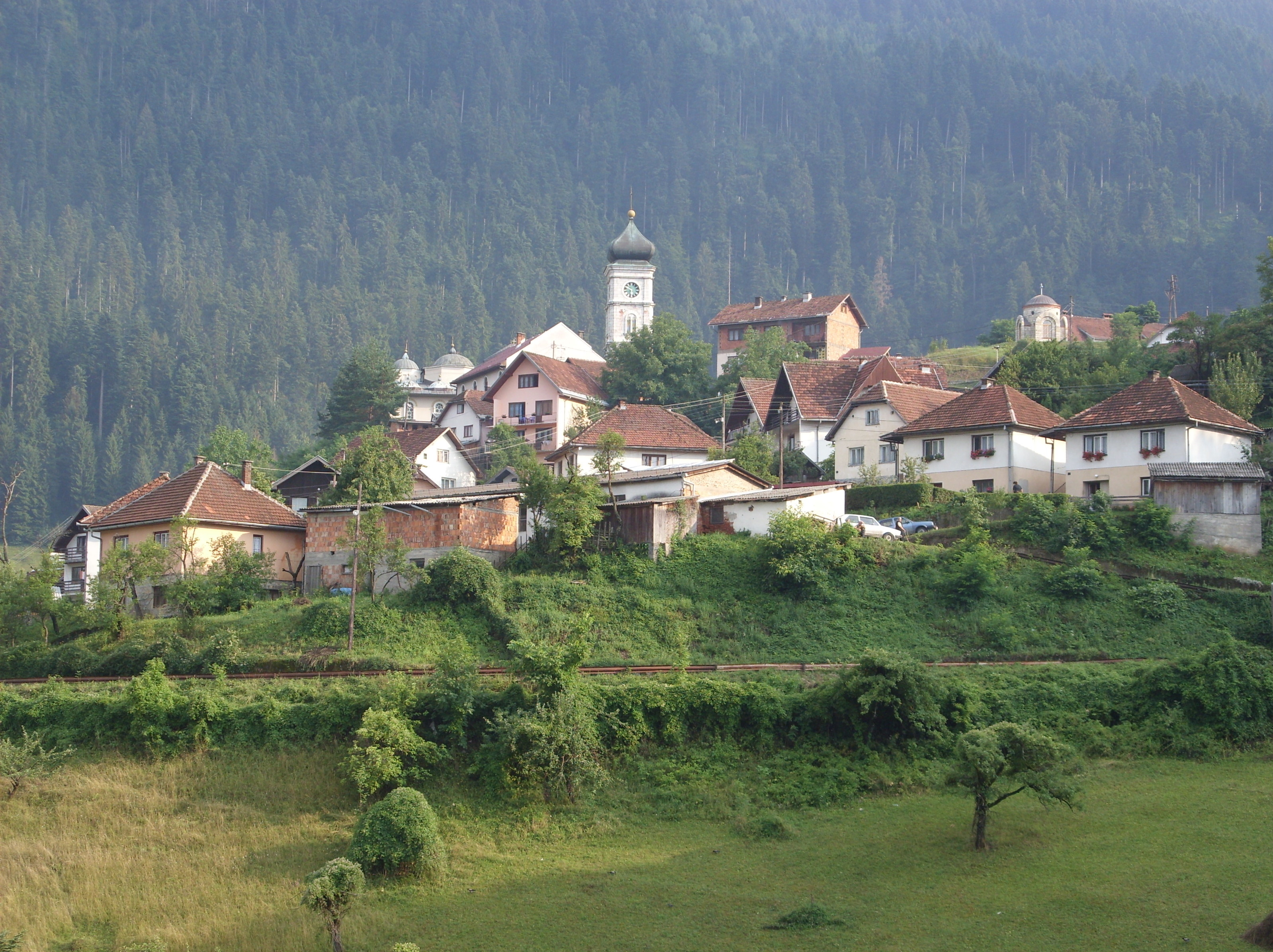
Blick auf Čajniče

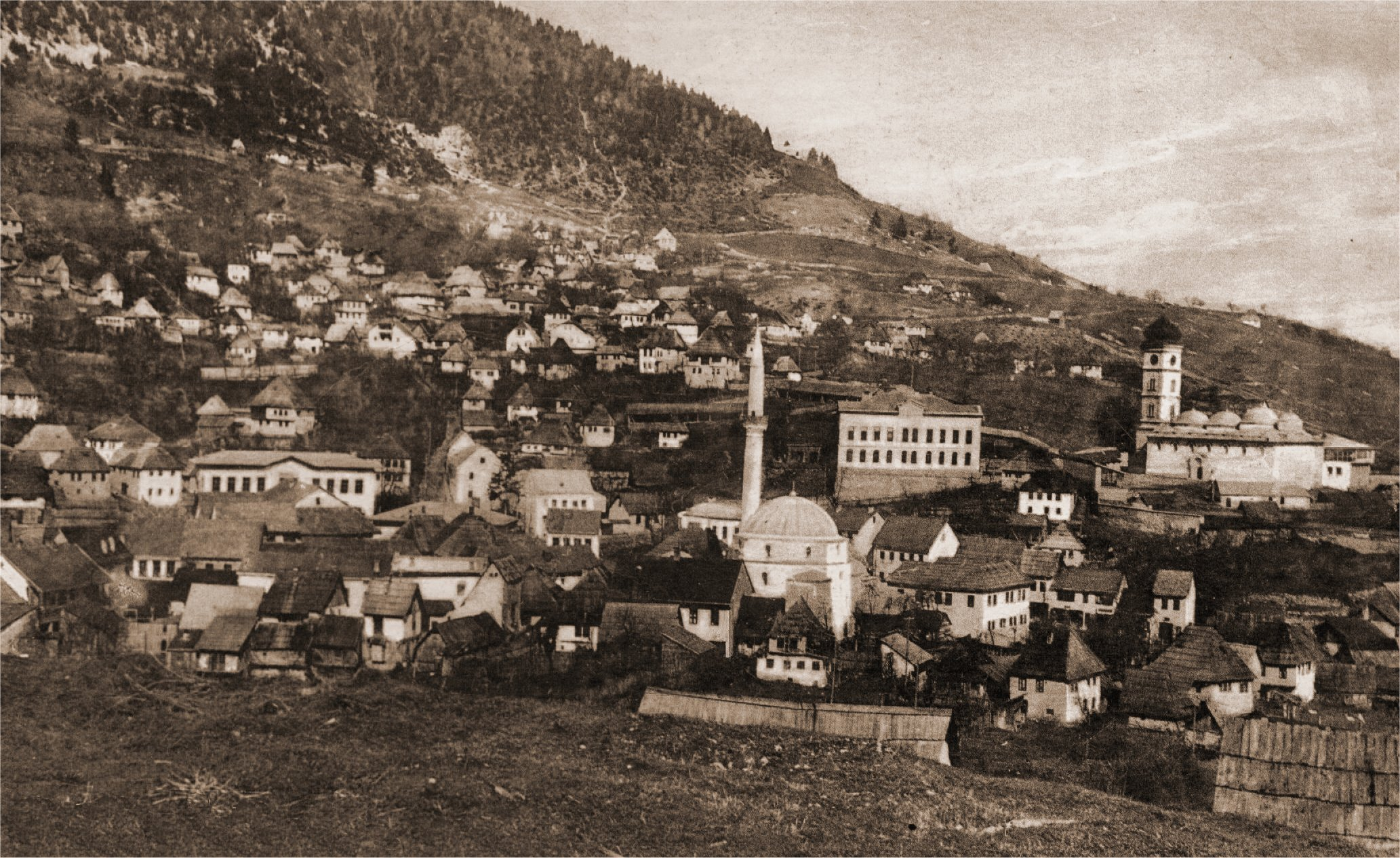
Stadtpanorama mit Sinan-Beg-Moschee (um 1900)

Čajniče (serbisch-kyrillisch Чајниче) ist ein Ort im Osten der Republika Srpska in Bosnien und Herzegowina und Sitz der gleichnamigen Gemeinde.

## Geschichte
Die Stadt wurde 1477 erstmals erwähnt. Čajniče war damals der einzige Ort im Sandschak Herzegowina, wo Eisenerz abgebaut wurde. Die Erzvorkommen und die Handelsstraße zwischen Dubrovnik und Istanbul sorgten in dieser Zeit für die Entwicklung der Region.
Während des Bosnienkriegs wurde ein großer Teil der nichtserbischen Einwohner vertrieben. Die Sinan-Beg-Moschee aus dem Jahr 1570 und vier weitere Moscheen wurden zerstört und nicht wieder aufgebaut. Heute gibt es eine Moschee und die zweite findet sich in Bau.

## Geographie
Čajniče liegt im äußersten Osten Bosniens nahe der Grenze zu Montenegro auf etwa 800 m Höhe. Das Gemeindegebiet wird durch Höhenzüge geprägt, die bis 1500 m ansteigen.
Benachbarte Gemeinden sind Foča, Novo Goražde und Rudo, sowie Pljevlja in Montenegro und Priboj in Serbien.

## Bevölkerung
Bei der Volkszählung 1991 hatte die Gemeinde Čajniče 8.956 Einwohner, darunter
- Serben 4.709 (52,57 %)
- Bosniaken 4.024 (44,93 %)
- Jugoslawen 77 (0,85 %)
- Kroaten 5 (0,05 %)
- Andere 141 (1,60 %)

Im Hauptort Čajniče lebten 3.152 Menschen.
- Serben 1.802 (57,17)
- Bosniaken 1.192 (37,81)
- Jugoslawen 51 (1,61)
- Kroaten 2 (0,06)
- Andere 105 (3,35)

Bis zur Volkszählung von 2013 war die Einwohnerzahl auf unter 5.000 geschrumpft. Bereits vor dem Krieg war die Gemeinde von starker Abwanderung gekennzeichnet. Im Jahre 1971 hatte die Einwohnerzahl noch 11.602 betragen. Von den im Bosnienkrieg vertriebenen bzw. geflohenen bosniakischen Bewohnern ist nur ein kleiner Teil nach Čajniče zurückgekehrt. So bezeichneten sich 2013 von insgesamt nur noch 4.895 Einwohnern 3.972 als Serben (81,1 %) und 884 als Bosniaken (18,1 %). 39 Einwohner gaben eine andere oder keine Zugehörigkeit an.
Die Gemeinde umfasst insgesamt 36 Orte: Avlija, Batkovići, Batovo, Batotići, Bezujno, Borajno, Brezovice, Bučkovići na Bezujanci, Glamočevići, Gložin, Đakovići, Zaborak, Ifsar, Kamen, Kapov Han, Karovići, Krstac, Lađevci, Luke, Međurječje, Metaljka, Milatkovići, Miljeno, Mištar, Podavrelo, Ponikve, Prvanj, Slatina, Staronići, Stopići, Sudići, Todorovići, Trpinje, Tubrojevići, Hunkovići und Čajniče.

## Wirtschaft
Vor dem Krieg war Čajniče von Holzverarbeitung und Textilindustrie geprägt. Die größten Unternehmen in beiden Sektoren (Stakorina bzw. Vrelo) befinden sich jedoch im Konkursverfahren.

## Verkehr
Čajniče liegt an der Straßenverbindung von Goražde über den Grenzübergang Metaljka nach Pljevlja.